# Isolona madagascariensis
Isolona madagascariensis är en kirimojaväxtart som först beskrevs av A. Dc., och fick sitt nu gällande namn av Adolf Engler. Isolona madagascariensis ingår i släktet Isolona och familjen kirimojaväxter. Inga underarter finns listade i Catalogue of Life.